# ヴィットリオ・カマルデーゼ
ヴィットリオ・カマルデーゼ（Vittorio Camardese、1929年7月6日 - 2010年7月2日）は、ポテンツァに生まれ、没した、イタリアのギタリスト、医師。後年のエディ・ヴァン・ヘイレンらに先んじて、ギターのタッピング奏法を用いていた人物として知られる。

## 経歴
ポテンツァにある、ホラティウスの名を冠した古典語学校であるクィントゥス・ホラティウス・フラックス古典語学校に学び、大学進学のためにローマへ移った。放射線医学を専門として医学部を卒業し、サンフィリッポネリ病院で医師として働き、その後ウンベルト1世総合病院に勤務した。
カマルデーゼは独学で音楽を修めたアマチュアであった。1956年にテレビ番組『Primo applauso』に初めてテレビ出演し、番組内のコンテストで1等賞をとった。1965年にはアーノルド・フォアのテレビ番組『Chitarra amore mio』に、1970年にはレンツォ・アルボレのテレビ番組『Speciale per voi』にそれぞれ出演した。
カマルデーゼは、ローマのおもだった2か所のジャズ色の強いクラブ、ミュージック・インとフォークスタジオに出演していた。当時は、チェット・ベイカー、トニー・スコット、ジョー・ヴェヌーティ、レリオ ルタツィ、ロマーノ・ムッソリーニ、イリオ・デ・パウラなど、多くのミュージシャンたちと共演した。
1978年、彼は以降18年間愛し続けるパートナーと出会った。彼女には、当時3歳の息子（後にシンガーソングライターとなったロベルト・アンジェリーニ）がおり、その存在はカマルデーゼの才能を高める助けとなった。同年、彼は再びアルボレの番組に出演したが、これが最後のテレビ出演となった。もともと恥ずかしがり屋で控えめな性格だったカマルデーゼは、あまりにも大きなプレッシャーを理由に、以降の出演依頼を拒むようになった。
カマルデーゼの芸術的活動は十分に記録されておらず、1965年にイタリア放送協会 (RAI) によって放送された『Chitarra amore mio』への出演で、もっぱら知られている。しかし、残された映像記録は、彼が自力で開発したギターの画期的な演奏技法によって、重要な意味を持つものとなった。右手の指を使って、指板上で弦を叩いて音を出す技法は、注目に値する。
今ではタッピング奏法と呼ばれているこの技法は、1930年代のアメリカ合衆国のロイ・スメックをはじめ、既に他の楽器では用いられていた。しかし、カマルデーゼのが編み出した奏法は、10年後にポップ、ロック、フュージョンなどの分野で、重要になるいくつもの要素を、いち早く先取りしたものであった。その超絶技巧の中には、凄まじい速度感だけでなく、概ねジャズ的な調性の中で、ベース、サイドギター、パーカッションからなる伴奏のアンサンブルを思わせる感覚を、聴覚的に再現してみせる能力も含まれていた。